# Abbadyci
Abbadyci lub Abbadydzi (arab. بنو عباد) – dynastia arabska panująca w południowo-zachodniej części Hiszpanii w latach 1023–1091 ze stolicą w Sewilli.
Dynastię założył syn muzułmańskiej rodziny, wywodzącej się od królów Hiry (Lachmidzi) Abu'l Kasim Muhammad ibn 'Abbad, który to ogłosił się władcą miasta Sewilla. Przodek jego był oficerem przybyłym na tereny Hiszpanii wraz z armią syryjską z Homs. Po jego śmierci jego syn i następca Abu 'Amr 'Abbad ibn Muhammad rozszerzył terytorium państwa po walkach z hiszpańskimi Berberami, występując na czele wojsk Arabów pochodzących z terenów Hiszpanii. Początkowo przybrał tytuł hadżiba. Państwo to za jego czasów panowania sięgało aż po wybrzeża Atlantyku. Za jego panowania, książęta dzielnicowi w miastach (Badajoz, Algeciras, Grenady, i Malagi stworzyli przeciwko niemu ligę, wywołując z władcą wojnę, która trwała wiele lat. Następcą i ostatnim władcą z dynastii Abbadytów był Muhammad ibn 'Abbad, syn poprzednika. W wyniku wojen chrześcijańsko-muzułmańskich, w których Sewillę zajął sułtan Almorawidów - Jusuf ibn Taszfin ostatniego władcę tej dynastii uwięziono i wraz z rodziną wysłano do Maroka.

## Historia dynastii[1]

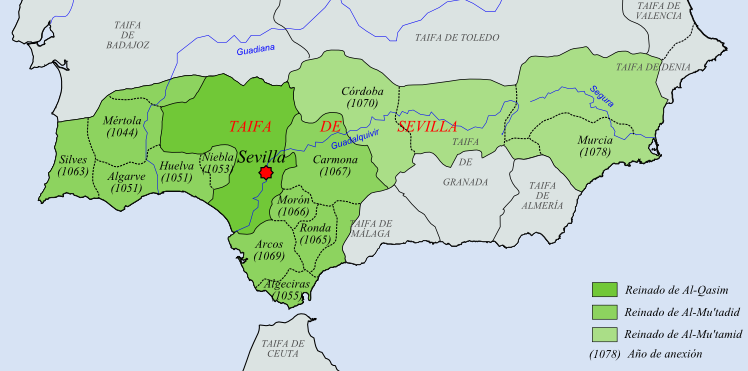
Rozwój terytorialny państwa Abbadytów

W 1023 Abu'l Kasim Muhammad Ibn Abbad ogłosił niezależność Sewili od Kordoby i stanął na czele miasta Sewilla. 
Jego syn Abu Amr Abbad (Al-Mutadid) podczas swojego panowania (1042-1069) poszerzył terytorium królestwa Sewilli, poprzez włączenie do niego mniejszych królestw takich jak: Mertola, Niebla, Huelva, Saltes, Silves i Santa Maria de Algarve. Al-Mutadid słynny był ze swojego okucieństwa. W 1053 udusił w łazi parowej grupę berberyjskich przywódców z południowej Andaluzji i przejął ich królestwa: Arcos, Moron i Ronda.
Ostatnim członkiem dynastii był Muhammad Ibn Abbad Al-Mutamid (1069-1095), który uczynił z Sewilli centrum kultury hiszpańsko-muzułmańskiej. W 1071 zdobył Kordobę i utrzymywał nad nią kontrolę do roku 1075, oraz ponownie w latach 1078-1091.

## Władcy z dynastii Abbadytów
- Abbad I (Abu'l Kasim Muhammad ibn 'Abbad): 1023–1042)
- Abbad II al-Mu'tadid (Abu 'Amr 'Abbad ibn Muhammad, zwany również al-Mu'tadid bi'llah): 1042–1069
- Muhammad al-Mu'tamid (Muhammad ibn 'Abbad, zwany al-Mu'tamid): 1068–1091